# 栗野譲

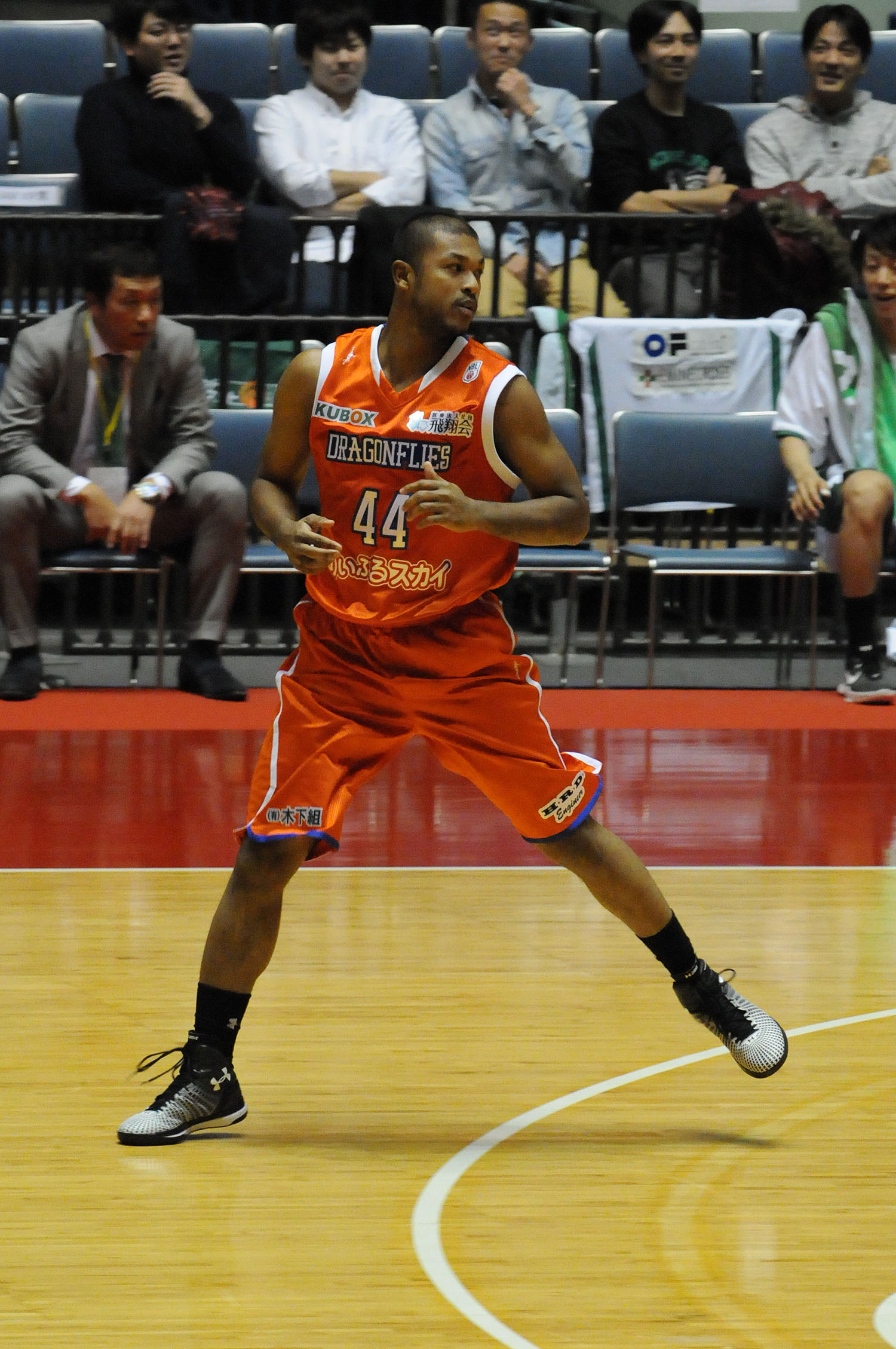
栗野譲

栗野 譲（くりの じょう、1980年7月28日 - ）は、神奈川県横須賀市出身の元プロバスケットボール選手、指導者である。B.LEAGUE島根スサノオマジックのアシスタントコーチを務める。
2003年〜2018年までプロバスケットボール選手としての現役生活を経て、B.LEAGUE の豊通ファイティングイーグルス名古屋 で2017-2018シーズンを最後に引退。ポジションはフォワード。
バスケ選手および指導者の他、自身が設立したスポーツビジネス、バスケットボールスクール、ウェブマーケティング、およびアパレル関係の会社社長も務める。クリスチャン。

## 来歴
父親は元空母ミッドウェイ乗船員で横須賀基地に勤務していたアメリカ人。母親が日本人で、生まれは神奈川県横須賀市（東京都福生市とも）、家庭の事情でカリフォルニア州に渡り、3歳から再び横須賀市で生活し、再び渡米しワシントンD.C.で暮らす。
バスケは13歳から始める。ノースウエスタン高校時代の1996年には州選手権準優勝、チームのキャプテンを務めた。1998年マウントオリブ大学トロージャンズ時代にNCAAディビジョンII CVACカンファレンスレギュラーシーズン優勝。大学卒業後1年間、グラフィックデザイナーとして働いていた経験がある。
2003年、日本に帰国し、JBLのオーエスジーフェニックスに入団、同シーズンJBLスーパーリーグのオールスターに選出される。ただ後に控えに回されることになる。
2005年、この年から発足したbjリーグにて記念すべきドラフト指名第1号として大分ヒートデビルズに指名され入団した。2005年8月、ジョージ・ワシントン大学の経営大学院スポーツマネージメント学科に入学する。この大分在籍時である2006年から大分の経営コンサルタントも務めた。
2007年2月、青木勇人とのbjリーグ史上初となる交換トレードにより東京アパッチへ移籍。
2007－2008シーズン、大分ヒートデビルズへ復帰。シーズン終了後退団。
2007年、エリータス株式会社を設立。スポーツビジネス事業、アパレル、及びグラフィックデザインを中心に活動。
2008年、三菱電機ダイヤモンドドルフィンズに移籍。
2010年12月、ジョージ・ワシントン大学経営大学院修了、観光事業運営・スポーツマネージメント学科の修士課程（経営学修士(MBA)）を取得する。
2011年5月、バスケットボールとマイナースポーツの普及を目的とするエリータスアカデミーを開講。
2011年9月、経営陣改新によりチーム名変更となったレバンガ北海道に移籍。貴重なインサイドプレーヤーとして重用され、同シーズンにはレバンガ最高順位となる5位入りに貢献した。
2013年7月、NBLに新たに参入する熊本ヴォルターズに移籍。副主将を務め主力として活躍するも、2014年2月左膝内側側副靭帯損傷により長期離脱した。
2014年7月、NBLに新たに参入する広島ドラゴンフライズへ移籍。これは大野篤史ACから誘われたものであり、新規参入チームにベテランの経験を期待されたことに加え、選手兼任する方で外国人選手の通訳として契約した形となった。2014-2015シーズン、広島は天皇杯・日本総合選手権でプロ新規参入チームとして歴史上初の決勝進出及び準優勝を果たす。
2016年7月、NBLとbjリーグが統合しB.LEAGUEが開幕。B2に所属する島根スサノオマジックへ移籍。先発の日本人パワーフォワードとしてB2西地区優勝、B2リーグ準優勝、そしてB1最短昇格に貢献。同シーズンにクラブ記録となる２１連勝及び１試合最小失点記録（３８失点）を樹立。
2017年7月、B2中地区に所属する豊通ファイティングイーグルス名古屋へ移籍。インサイドの主力選手としてB2中地区優勝に貢献した。同シーズン中に引退を表明。2017-2018年シーズンを最後に選手生活に終止符を打つ。現役最後は「優勝請負人」と呼ばれるようになった。
2018年9月、ザイオンクリスチャンアカデミーインターナショナルスクール高等部女子チームのコーチを務める。
2019年3月、３人制国内プロバスケットボールリーグ3x3.EXE PREMIERに所属するOKINAWA72.EXE（オキナワセブンティツー・ドット・エグゼ）に入団。球団は「チームの柱として存在感」を表わすことを期待。
2019年8月、Bリーグ2018-2019シーズンB2王者である信州ブレイブウォリアーズのアシスタントコーチに就任。信州HC勝久マイケルは、「島根で一緒にやったから、彼の人間性はわかっている。信頼できるし、彼の明るさがチームにプラスをもたらす。通訳としても素晴らしい」と入団会見で述べる。
Bリーグ2019-2020シーズン、B２中地区優勝、そしてB1リーグ昇格に貢献した。
Bリーグ2020-2021シーズン、信州ブレイブウォリアーズのB1昇格チーム最多勝利数記録更新に貢献した。
２０２０年６月、国籍フリーのバスケクラブチーム「TEAM ELITUS OKINAWA AAU（チームエリータス沖縄）」を発足。日本バスケ協会（JBA）と米国内で大会を主催するアマチュア運動連合（AAU）の両方に加盟。栗野氏は「普段は国内大会で腕を磨き、AAUが大会を開く夏季は米国に挑戦したい」と説明する。将来的には、米国遠征の際に県内の学生から選抜したチームで挑む構想も描く。
2021年7月、信州ブレイブウォリアーズを退団。琉球ゴールデンキングスへアシスタントコーチ兼通訳として就任。琉球の桶谷HC：「信州ブレイブウォリアーズで（勝久）マイケルヘッドコーチの下でディフェンスを中心に組織的なバスケットをすごく勉強してきたと思います。彼のすごく人懐っこくて、どんな人に対してもフレンドリーに接してコミュニケーションを良く取れるところはコーチ陣だけでなく選手たちにとってもプラスになります。選手個々のワークアウトの指導にも期待しています」と述べる。
Bリーグ2021-2022シーズン、琉球ゴールデンキングスのB1連勝記録更新(20連勝）、B1西地区優勝、そしてクラブ初の天皇杯ベスト４進出、及びB1チャンピオンシップ(CS)ファイナル進出に貢献。
2022年7月、琉球ゴールデンキングスを退団。Bリーグ2021-2022シーズンB1チャンピオンシップ(CS)のセミファイナルに進出した島根スサノオマジックへアシスタントコーチ兼通訳として就任。Bリーグ2016-2017シーズンに選手としてB1昇格に貢献したクラブに復帰。
Bリーグ2022-2023シーズン、島根スサノオマジックのB1クラブ最多連勝記録の18連勝、そして2季連続となる「B.LEAGUE CHAMPIONSHIP」への出場に貢献。

## 記録
| シーズン         | チーム       | GP | GS | MPG  | FG%  | 3P%  | FT%  | RPG | APG | SPG | BPG | TO  | PPG |
| ---------------- | ------------ | -- | -- | ---- | ---- | ---- | ---- | --- | --- | --- | --- | --- | --- |
| JBL 2003-04      | オーエスジー |    |    |      |      |      |      |     |     |     |     |     |     |
| JBL 2004-05      | オーエスジー |    |    |      |      |      |      |     |     |     |     |     |     |
| bjリーグ 2005-06 | 大分         |    |    |      |      |      |      |     |     |     |     |     |     |
| bjリーグ 2006-07 | 大分         |    |    |      |      |      |      |     |     |     |     |     |     |
| 東京A            |              |    |    |      |      |      |      |     |     |     |     |     |     |
| bjリーグ 2007-08 | 大分         |    |    |      |      |      |      |     |     |     |     |     |     |
| JBL 2008-09      | 三菱名古屋   |    |    |      |      |      |      |     |     |     |     |     |     |
| JBL 2009-10      | 三菱名古屋   |    |    |      |      |      |      |     |     |     |     |     |     |
| JBL 2010-11      | 三菱名古屋   |    |    |      |      |      |      |     |     |     |     |     |     |
| JBL 2011-12      | 北海道       |    |    |      |      |      |      |     |     |     |     |     |     |
| JBL 2012-13      | 北海道       |    |    |      |      |      |      |     |     |     |     |     |     |
| NBL 2013-14      | 熊本         | 30 |    | 20.8 | .417 | .200 | .583 | 5.0 | 0.4 | 0.3 | 0.3 | 0.7 | 4.7 |
| NBL 2014-15      | 広島         | 17 |    | 5.5  | .300 | .000 | .500 | 1.1 | 0.1 | 0.1 | 0.1 | 0.4 | 1.2 |
| NBL 2015-16      | 広島         |    |    |      |      |      |      |     |     |     |     |     |     |
| B.LEAGUE 2016-17 | 島根         |    |    |      |      |      |      |     |     |     |     |     |     |
| B.LEAGUE 2017-18 | FE名古屋     |    |    |      |      |      |      |     |     |     |     |     |     |
| 3x3.EXE 2019     | OKINAWA72    |    |    |      |      |      |      |     |     |     |     |     |     |

## ギャラリー

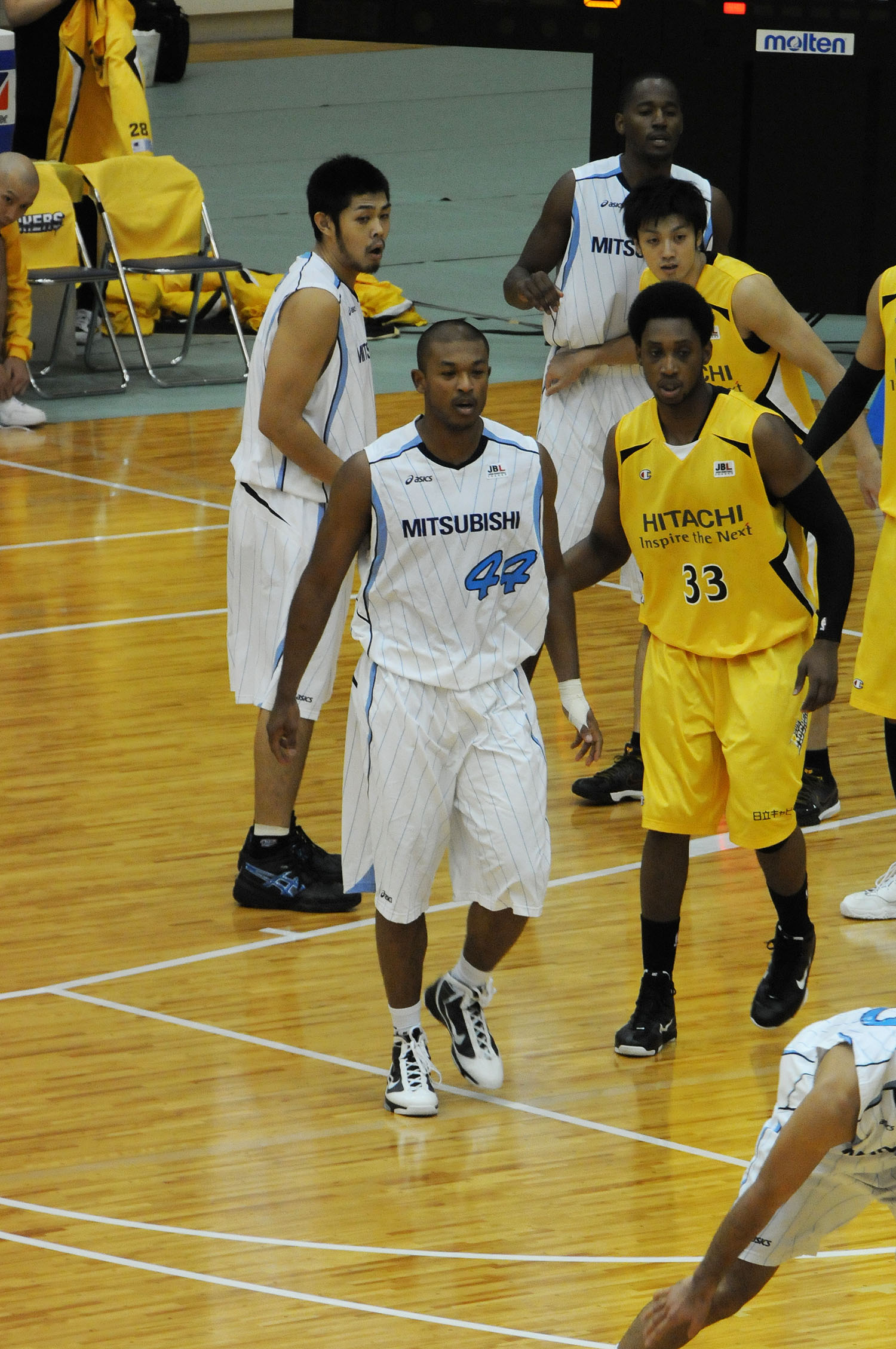
2009年ダイヤモンドドルフィンズ
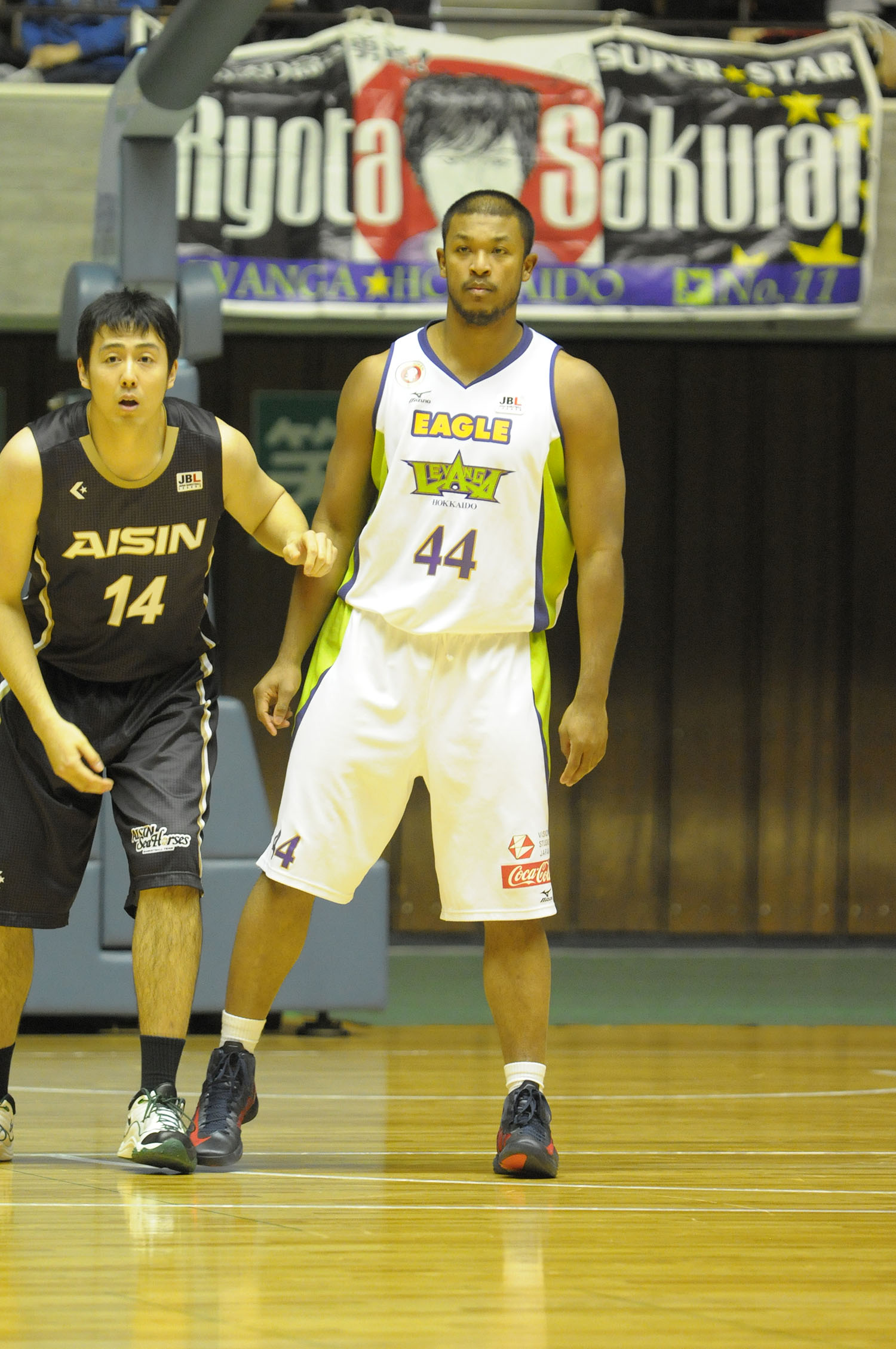
2013年レバンガ